# Jarosław Araszkiewicz
Jarosław Piotr Araszkiewicz ps. Araś (ur. 1 lutego 1965 w Dusznikach) – polski piłkarz, mistrz Polski, reprezentant Polski. Od 2018 asystent trenera Kibolskiego Klubu Sportowego Wiara Lecha Poznań. Obecnie pracuje w Lechu Poznań jako skaut oraz trener młodzieży w Akademii KKS Lecha Poznań.

## Kariera
Z zawodu mechanik, na boisku piłkarskim występował jako napastnik lub rozgrywający. Karierę rozpoczynał w wielkopolskim klubie Sokół Duszniki, w 1980 r. po raz pierwszy został piłkarzem poznańskiego Lecha. W ciągu całej swojej kariery występował w wielu klubach. 6-krotnie w Lechu, z którym zdobył pięć tytułów mistrza Polski - wystąpił w jego barwach w 174 spotkaniach, strzelił 40 bramek. Zdobywał gole w ekstraklasie także dla warszawskiej Legii. Zakończył karierę jako piłkarz Lecha, a jego pierwszy i ostatni występ w I lidze dzieliło 20 lat i 23 dni. Ostatni mecz w I Lidze rozegrał 3 czerwca 2003 roku z Wisłą Kraków.
Ogółem w ekstraklasie rozegrał 292 mecze, zdobył 53 gole.
Po zakończeniu kariery pracował, jako trener zespołu rezerw Lecha Poznań oraz był asystentem Czesława Jakołcewicza w pierwszej drużynie (2002). Od lipca 2004 do kwietnia 2007 był trenerem III-ligowej Warty Poznań. Następnie objął Sandecję Nowy Sącz, z którą wywalczył awans do 2 ligi. W połowie sezonu 2008/2009 został trenerem Pelikana Łowicz. Był także trenerem drugoligowego Kolejarza Stróże, z czego zrezygnował w czerwcu 2010 roku. Następnie pracował jako trener w Wiśle Płock. W kwietniu 2011 roku podpisał kontrakt z Olimpią Elbląg. Po awansie na zaplecze ekstraklasy z Olimpią zrezygnował z funkcji trenera. Od 1 listopada 2011 r. do 25 kwietnia 2012 r. był trenerem Warty Poznań. Następnie w czerwcu został trenerem Sandecji Nowy Sącz. W styczniu 2013 roku został trenerem Jaroty Jarocin, którą prowadził do 1 października. W 2014 roku objął Fogo Luboński KS i po zaledwie 2 miesiącach klub wycofał się z III ligi ze względu na problemy finansowe.

## Reprezentacja Polski
W reprezentacji Polski wystąpił 15 razy. Debiutował w 1985 r. w meczu z Bułgarią, a ostatni mecz w kadrze rozegrał 23 września 1992 przeciwko Turcji.
| Występy w reprezentacji Polski | Występy w reprezentacji Polski | Występy w reprezentacji Polski | Występy w reprezentacji Polski | Występy w reprezentacji Polski | Występy w reprezentacji Polski | Występy w reprezentacji Polski | Występy w reprezentacji Polski |
| l.p.                           | Data                           | Miejsce                        | Przeciwnik                     | Rezultat                       | Rozgrywki                      | Grał                           | Uwagi                          |
| ------------------------------ | ------------------------------ | ------------------------------ | ------------------------------ | ------------------------------ | ------------------------------ | ------------------------------ | ------------------------------ |
| 1.                             | 6 lutego 1985                  | Querétaro                      | Bułgaria                       | 2-2                            | towarzyski                     | od 21'                         |                                |
| 2.                             | 10 lutego 1985                 | Bogota                         | Kolumbia                       | 2-1                            | towarzyski                     | od 59'                         | 85'                            |
| 3.                             | 14 lutego 1985                 | Cali                           | Kolumbia                       | 0-1                            | towarzyski                     | od 71'                         |                                |
| 4.                             | 19 sierpnia 1987               | Lubin                          | NRD                            | 2-0                            | towarzyski                     | od 46'                         |                                |
| 5.                             | 23 września 1987               | Warszawa                       | Węgry                          | 3-2                            | elim. Euro 1988                | od 46'                         |                                |
| 6.                             | 14 października 1987           | Zabrze                         | Holandia                       | 0-2                            | elim. Euro 1988                | do 68'                         |                                |
| 7.                             | 11 listopada 1987              | Limassol                       | Cypr                           | 1-0                            | elim. Euro 1988                | do 46'                         |                                |
| 8.                             | 23 marca 1988                  | Belfast                        | Irlandia Północna              | 1-1                            | towarzyski                     | od 64'                         |                                |
| 9.                             | 12 kwietnia 1989               | Warszawa                       | Rumunia                        | 2-1                            | towarzyski                     | od 46'                         |                                |
| 10.                            | 26 sierpnia 1992               | Pietarsaari                    | Finlandia                      | 0-0                            | towarzyski                     | od 55'                         |                                |
| 11.                            | 9 września 1992                | Mielec                         | Izrael                         | 1-1                            | towarzyski                     | do 61'                         |                                |
| 12.                            | 23 września 1992               | Poznań                         | Turcja                         | 1-0                            | elim. MŚ 1994                  | do 62'                         |                                |

## Życie prywatne
Syn Jana Władysława Araszkiewicza (1938-2018) i Czesławy z domu Faustmann (1941–1998). Ma dwie siostry: Jolantę i Małgorzatę. Rodzina pochodzi z Dusznik Wielkopolskich. Jest spokrewniony z Feliksem Wojciechem Araszkiewiczem.
Ma dwójkę dzieci – Łukasza, który jest sędzią piłkarskim i córkę Annę.

## Sukcesy
Lech Poznań:
- Mistrzostwo Polski: 1982/1983, 1983/1984, 1989/1990, 1991/1992, 1992/1993
- Puchar Polski: 1983/1984 i 1987/1988